# Attilio Boccazzi Varotto
Attilio Boccazzi Varotto (Torino, 17 settembre 1936 – Torino, 10 luglio 1995) è stato un fotografo, scrittore e traduttore italiano.

## Biografia
Con più di 90 volumi fotografici pubblicati dal 1975 fino alla morte, è stato tra i fotografi italiani più rappresentativi della generazione del dopoguerra. Nato in una famiglia operaia torinese, incominciò a lavorare giovanissimo come fotolitista. A 24 anni spinto dalla passione per la montagna e l'alpinismo, ereditata dal nonno che era stato portatore di Ottorino Mezzalama morendo a sua volta in montagna, decise di dedicarsi alla fotografia. L'attività saltuaria di guida alpina e la produzione d'immagini naturalistiche gli consentirono di trascorrere parecchi mesi l'anno sui monti del Piemonte, della Valle d'Aosta e della Francia. Alla fine degli anni sessanta, si dedicò alla comunicazione politica realizzando numerosi manifesti contro il colpo di Stato cileno e approdò alla fotografia pubblicitaria. Nel 1975 usciva intanto, per la Priuli & Verlucca di Ivrea che rimase per quasi 20 la sua principale casa editrice di riferimento, godendo negli anni '80 proprio in ragione di questa collaborazione di una straordinaria popolarità sia in Italia sia all'estero, I racconti della stalla, una raccolta di leggende valdostane. Da quel momento in poi, fu per circa 15 anni responsabile delle pagine culturali della Rivista della Montagna, raccogliendo attorno a sé un gruppo di giovani appassionati come Enrico Camanni e Roberto Mantovani. Nel 1979, diede alle stampe il primo libro italiano dedicato al Parco Nazionale d'Abruzzo e l'anno successivo fondò la collana di fotografia Grandangolo che si caratterizzata, con i suoi 26 volumi, per gli interessi folklorici ed etnografici. Nei primissimi anni 80 passò molti mesi tra Nepal e Tibet iniziando una lunga produzione letteraria e fotografica dedicata ai miti, alle tradizioni, al folklore della cultura contadina, dal sud Italia all'Himalaya. In quegli stessi anni si cimentò anche con la traduzione di libri concernenti la montagna e l'alpinismo, facendo conoscere in Italia autori come Patrick Edlinger di cui portò in Italia e tradusse "Opera Vertical", Patrick Berhault e Samivel di cui tradusse tutti i primi volumi giunti in Italia. Fra i primi in Italia e nel mondo, si avvicinò alla fotografia panoramica, partecipò al perfezionamento di una speciale macchina fotografica, attualmente la più diffusa panoramica in commercio, con la quale - il logo360°, da lui diretta fino alla morte- pubblicò più di 15 volumi aventi come soggetto sia le maggiori città italiane ed estere, sia le montagne e le regioni alpine. Una produzione che contribuì a una grande popolarità in Francia, Svizzera, Austria e nel Regno Unito. Fu inoltre incaricato delle riprese su lastra diapositiva del Codice Warmondo, conservato nella Biblioteca Capitolare di Ivrea, del Missale magnum festivum domini Georgii Challandi presso la Collegiata dei Santi Pietro e Orso di Aosta e dell'importantissimo codice conservato presso l'Archivio dell'Abbazia di Montecassino, De Universo. Nel momento di maggiore realizzazione professionale e personale gli fu diagnosticato un male incurabile: morì a Torino nel luglio 1995. La Regione autonoma Valle d'Aosta, come omaggio postumo, gli ha dedicato nel febbraio 1996 una mostra personale con le più belle immagini da lui realizzate sui lavori tradizionali dell'arco alpino. Nell'aprile 1997, un'altra mostra (“La provincia di Torino nell'obbiettivo di Attilio Boccazzi Varotto”) gli è stata dedicata nella sede di Palazzo Cisterna della Provincia di Torino..

### Il nome
Il trattino tra Boccazzi e Varotto, apposto per un errore tipografico alla pubblicazione delle sue prime foto, è stato riconfermato nella maggior parte dei volumi fotografici. Non fu invece normalmente usato negli scritti.

## Elenco parziale delle pubblicazioni
- I racconti della stalla, Le conte di Baou. Storie e leggende, testo e foto.
- Racconti in terra di vigne, testo e foto.
- Lo stambecco, il lupo e l'orso, testo e foto.
- Ora di sopravvivere, testo e foto.
- Il Parco Nazionale d'Abruzzo , testo e foto con Fulco Pratesi
- Andar per montagne, testo, foto di Piergiorgio Bosio
- Gente di Nepal, testo e foto.
- Agliano, Un paese del Sud, solo testo, foto di Mario De Biasi
- Valle d'Aosta meravigliosa, testo e foto.
- Nostalgia di Torino, testo e foto.
- Torino capitale, testo e foto.
- Un giorno nelle Alpi, foto.
- Il Presepio italiano, foto.
- Thanka dell'Himalaya, foto.
- Bois sculptés des mers du Sud, foto.
- Torino 360, foto, testo di Mario Soldati
- Roma 360 , foto.
- Malta 360, foto.
- Milano 360 testo di Giampaolo Dossena
- Parigi 360
- Ginevra 360
- Londra 360
- Trentino 360
- Venezia 360
- Firenze 360
- Svizzera 360
- Dolomiti 360
- Le Alpi 360 testo di Alessandro Gogna